# Jejunostomia

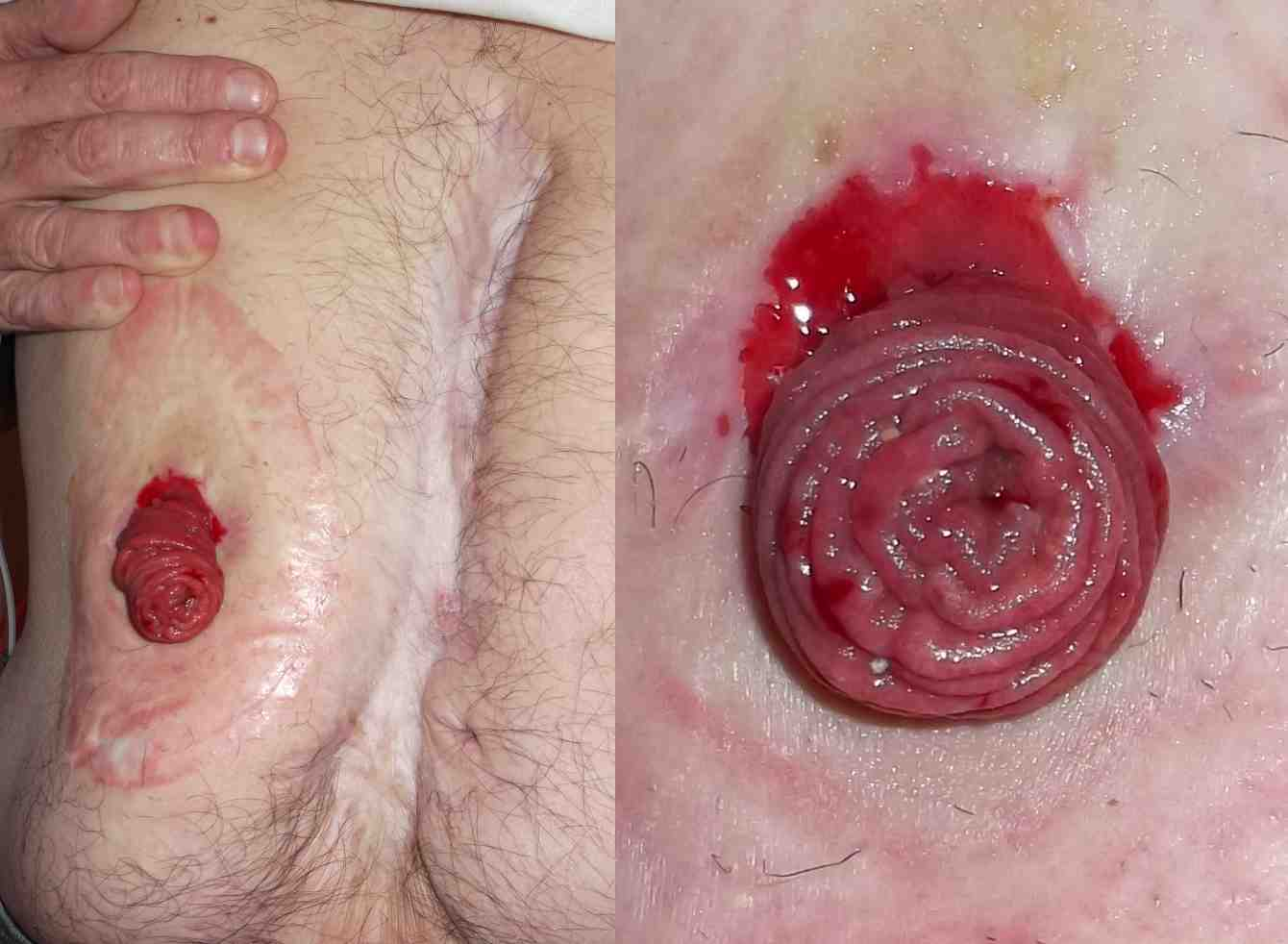
Estoma da jejunostomia

Jejunostomia (grego antigo para "abertura do jejuno") é o procedimento cirúrgico que cria uma abertura (estoma) entre a pele e o jejuno (parte do intestino delgado). Pode ser realizada por via endoscópica ou com cirurgia geral.
Uma jejunostomia pode ser feita após ressecção intestinal em casos onde há a necessidade de desconectar a continuação do intestino delgado e o cólon devido a uma perfuração ou hemorragia intestinal. Dependendo do comprimento do jejuno ressecado ou desconectado o paciente pode sofrer com síndrome do intestino curto e necessitar de nutrição parenteral.
Não se deve confundir a jejunostomia com a inserção de um tubo de alimentação no jejuno como alternativa a uma gastrostomia com tubo de alimentação. Essa técnica é usado quando a passagem de alimentos pelo estômago é contra-indicada ou possui elevados riscos. 
A vantagem comparada a gastrostomia é o seu baixo risco de aspiração de alimentos. Desvantagens incluem obstrução ou isquemia do intestino delgado e a necessidade de alimentação contínua.

## Técnicas
A jejunostomia de Witzel é o método mais utilizado de jejunostomia. É uma técnica aberta onde o jejunosotomia é feita a 30 cm distalmente ao ângulo de Treitz no limite antimesentérico, com um cateter formando um tunel nas câmadas seromusculares. O estoma é coberto com uma bolsa coletora.